# Мелецькі
Мелецькі (пол. Mieleccy) — польський шляхетський рід гербу  Гриф. З відомих представників роду деякі мали впливові посади в Королівстві Польському (Яґеллонів), Речі Посполитій, недовго мали значний вплив в історії Галичини, Поділля, маючи посади руського, подільського воєвод. Шлюбами були пов'язані з багатьма впливовими родами: Тенчинськими, Колами, Тарновськими, Ходкевичами, Фірлеями та іншими.

## Представники
- Ян Мелецький
- Миколай Мелецький
- Себастьян Мелецький — краківський каштелян (1568 р.), помер 1575 р.[1]
- Ім'я невідоме — ротмістр війська Речі Посполитої; на початку 1638 року запорожці, очолені Дмитром Гунею, розгромили його каральний загін, надісланий польським командуванням для знищення Запорозької Січі.
- Міколай — чоловік Зофії Станіславської, доньки Балтазара[2]